# 黃腹塘鱧
黄腹塘鱧（学名：[Eleotris lutea] 错误：{{Lang}}：文本有斜体标记（帮助））为塘鳢科塘鳢属的一种鱼类,学名于1876年被首次提出。物种目录中未有列明任何亚种。